# Paradoxien der materialen Implikation
Die Paradoxien der materialen Implikation oder Subjunktion sind eine Gruppe von Formeln der Aussagenlogik, die zwar Tautologien, aber intuitiv problematisch sind. Die Ursache der Paradoxien liegt darin, dass die Interpretation der Wahrheit einer Implikation in der natürlichen Sprache nicht ihrer formalen Interpretation in der klassischen Logik durch Wahrheitstabellen entspricht.

## Beispiel
Die Aussage „Wenn es jetzt regnet, dann nehme ich einen Regenschirm mit“ wird in der klassischen Aussagenlogik mit {\displaystyle p\rightarrow q} formalisiert. Diese Aussage ist nach Definition der Subjunktion falsch, wenn {\displaystyle p} wahr ist und {\displaystyle q} falsch, ansonsten wahr (– wenn {\displaystyle p} falsch und {\displaystyle q} wahr, wenn {\displaystyle p} und {\displaystyle q} beide wahr, wenn {\displaystyle p} und {\displaystyle q} beide falsch). Das folgt aus der Interpretation der Subjunktion als einer Wahrheitswertefunktion durch die Wahrheitstabelle der seq-funktion. Wenn es also nicht regnet, ist die Aussage „Wenn es jetzt regnet, dann nehme ich einen Regenschirm mit“ in beiden Fällen wahr: gleich, ob ich dann einen Regenschirm mitnehme oder aber nicht.
| {\displaystyle p} | {\displaystyle q} | {\displaystyle p\rightarrow q} |
| ----------------- | ----------------- | ------------------------------ |
| w                 | w                 | w                              |
| w                 | f                 | f                              |
| f                 | w                 | w                              |
| f                 | f                 | w                              |

Auch die Aussage „Wenn es morgen regnet, dann ist {\displaystyle 2\times 2=4}“ ist aussagenlogisch richtig, denn „{\displaystyle 2\times 2=4}“ ist ja stets richtig – unabhängig davon, ob es morgen regnet oder nicht. Dieses Beispiel deutet schon auf den problematischen Punkt der Implikation hin: {\displaystyle p\rightarrow q} kann wahr sein, ohne dass zwischen {\displaystyle p} und {\displaystyle q} irgendein inhaltlicher Zusammenhang besteht – denn der Wahrheitswert der Subjunktion hängt ja nur von den Wahrheitswerten von {\displaystyle p} und {\displaystyle q} ab.

## Paradoxien der materialen Implikation
Die folgende Liste gibt einen Überblick über die wichtigsten Paradoxien der materialen Implikation:
1. {\displaystyle (\neg p\land p)\to q}
2. {\displaystyle p\to (q\to p)}
3. {\displaystyle \neg p\to (p\to q)}
4. {\displaystyle p\to (q\lor \neg q)}
5. {\displaystyle (p\to \neg p)\lor (\neg p\to p)}
6. {\displaystyle (p\to q)\lor (q\to p)}

Dass alle diese Formeln Tautologien sind, kann man mit der Methode der Wahrheitstabelle überprüfen. Man kann sie aber auch schneller einsehen, wenn man die Beziehung
{\displaystyle p\to q=\neg p\lor q}
benutzt: beispielsweise im Falle der 6. Formel oben ist der erste Teil der Disjunktion nur dann nicht wahr, wenn {\displaystyle p} wahr, aber {\displaystyle q} falsch ist. In diesem Fall ist aber der zweite Teil der Disjunktion wahr.
Der Philosoph Charles Sanders Peirce hat die oben aufgeführte 6. Variante einmal so illustriert: Wenn man eine Zeitung Satz für Satz zerschneidet, alle Sätze in einen Hut schüttet und zwei beliebige zufällig wieder herausholt, dann ist der erste dieser Sätze eine Folgerung des zweiten oder umgekehrt. Auch an diesem Beispiel sieht man, dass die materiale Implikation überhaupt nichts mit dem Inhalt der beteiligten Aussagen zu tun hat (sondern nur mit den Wahrheitswerten).

## Vermeidung der Paradoxien
Seit langem wird versucht, die klassische Logik so zu modifizieren, dass die Paradoxien der materialen Implikation nicht mehr auftreten. Ein Ansatz ist der der Relevanzlogik. Die Idee dabei ist es, dass man für eine wahre Implikation fordert, dass zwischen Antezedens und Sukzedens eine „inhaltliche Verbindung“ besteht, oder dass das Antezedens für das Sukzedenz relevant ist.
Eine andere nichtklassische Logik, die die Paradoxien der Implikation vermeidet, ist die Connexive Logic, die dadurch charakterisiert ist, dass sie Aristoteles’ These, d. h. die Formel
{\displaystyle \neg \left(\neg p\to p\right)}
als logische Wahrheit (Tautologie) akzeptiert. Aristoteles’ These besagt, dass keine Aussage aus ihrer eigenen Verneinung folgen kann. Die Formel ~(~p → p) ist in der klassischen Aussagenlogik keine Tautologie (s. die untere Wahrheitstabelle), obwohl sie intuitiv richtig erscheint.
| {\displaystyle p} | {\displaystyle \neg p} | {\displaystyle \neg p\to p} | {\displaystyle \neg \left(\neg p\to p\right)} |
| ----------------- | ---------------------- | --------------------------- | --------------------------------------------- |
| w                 | f                      | w                           | f                                             |
| f                 | w                      | f                           | w                                             |

Pragmatische Ansätze zur Vermeidung der Paradoxien unterscheiden zwischen der Wahrheit eines Konditionals und seiner Übereinstimmung mit Kommunikationsregeln bzw. seiner Akzeptanz: Wenn ich weiß, dass p falsch ist, dann wäre meine Äußerung „Wenn p dann q“ weniger informativ als die Äußerung, die ich stattdessen machen könnte, nämlich einfach „Nicht p“. Ich würde damit gegen eine Kommunikationsmaxime verstoßen. Meine Äußerung wäre zwar wahr, aber doch irreführend, insofern mein Gegenüber davon ausgehen müsste, dass ich nicht mehr zu sagen vermag.